# 克拉夫季·博戈柳博夫
克拉夫季·米哈伊洛维奇·博戈柳博夫（俄語：Клавдий Михайлович Боголюбов；1909年11月11日—1996年2月26日），苏共中央委员会委员，曾担任苏共中央办公厅主任。

## 生平
1909年，出生。
1939年，毕业于列宁格勒教育学院。
1930年，担任教师。
1944年，进入苏共中央任职。
1963年，任新闻部长会议委员会副主席。
1965年，任苏共中央办公厅副主任。
1958年，任苏共中央总司第一副主任。
1982年，任苏共中央办公厅主任。
1985年，退休。
1996年，去世。